# Iederă

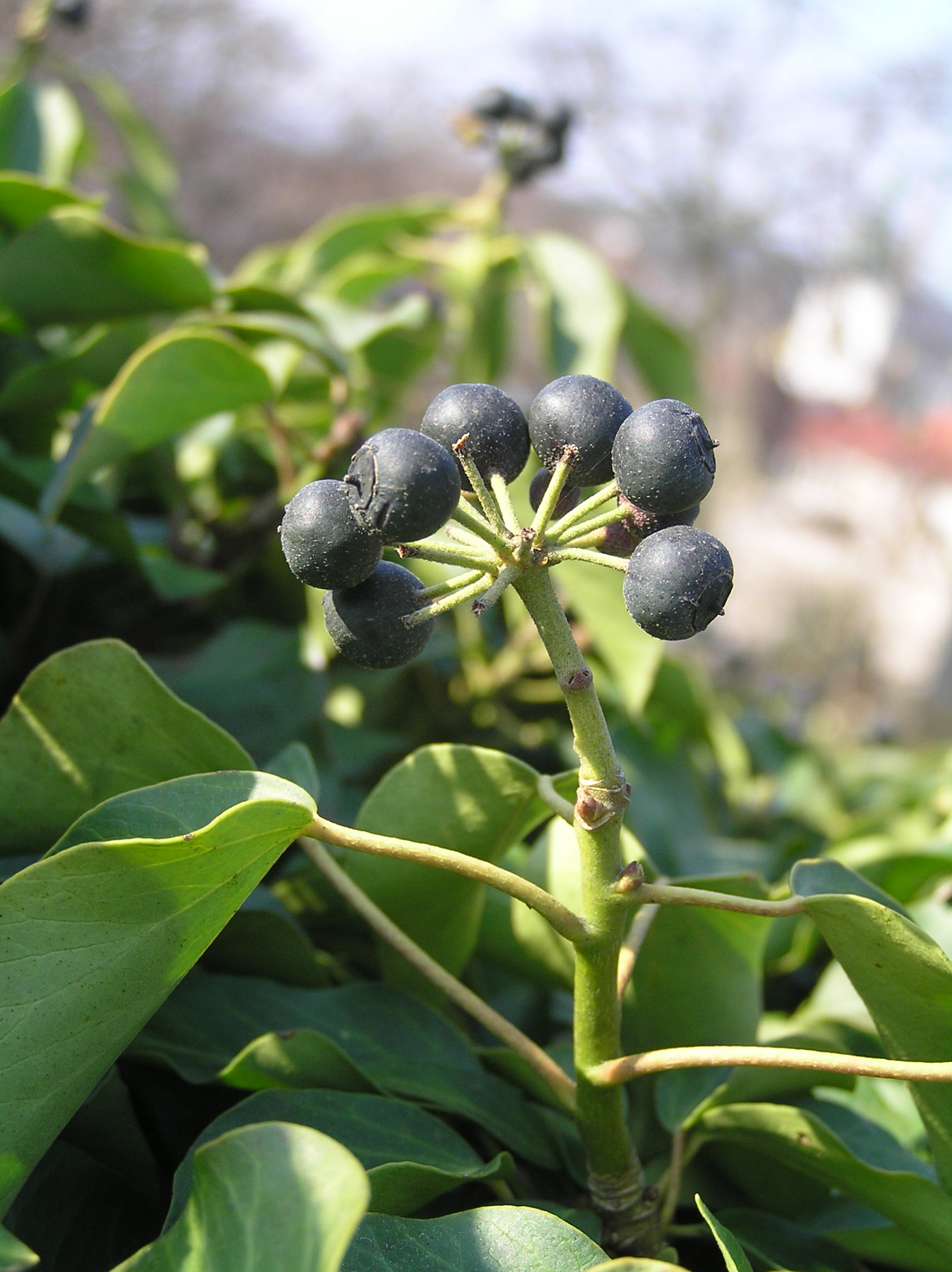
Berries

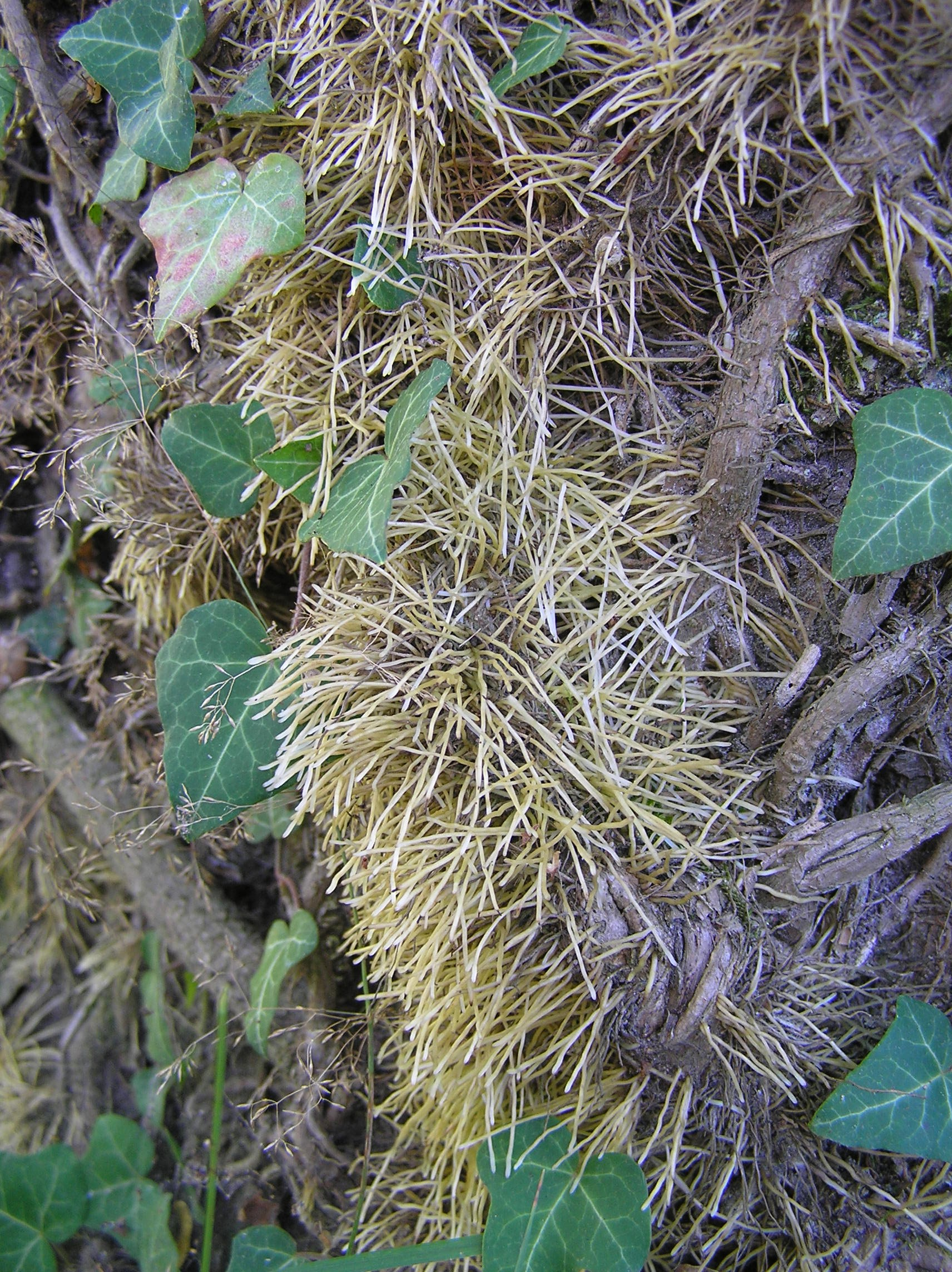
Stems with rootlets used to cling to walls and tree trunks

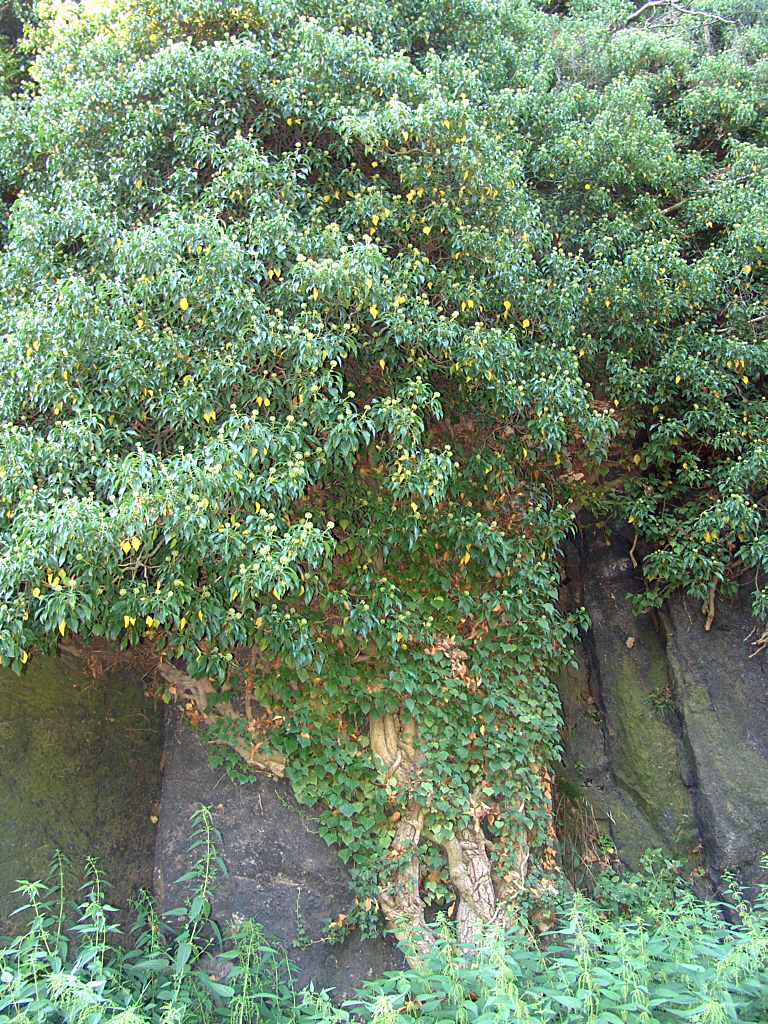
Iederă crescând pe un colț de stâncă, Cehia.

Iedera (denumirea științifică: Hedera helix) este o specie de arbust târâtor sau agățător, cu frunze verzi strălucitoare și cu flori mici, galbene-verzui, adesea cultivat ca plantă decorativă sau plantă cu scop terapeutic. Crește în locuri umbroase și cu umiditate crescută, prin păduri, stânci, pe soluri calcaroase. 
Alte sinonime sunt „Hedera acuta”, Hedera baccifera, Hedera grandifolia'  și „Hedera arborea” („iedera de copac”)
Rezistă la sezonul rece, putând degera doar la temperaturi extrem de scăzute. Pe post terapeutic sunt folosite frunzele, rar mugurii.
Pentru a o putea înmulți, se taie un ciot de iederă de 10/20 cm, se pune în apă și i se oferă lumină solară. După 2-6 săptămâni, rădăcina ar trebui să fie suficient de mare încât să poată fi plantată în pământ.